# Heinrich Paschkis
Heinrich Paschkis (geboren 21. März 1849 in Nikolsburg (Mikulov, Mähren); gestorben 18. Mai 1923 in Wien) war ein österreichischer Mediziner und Pharmakologe.

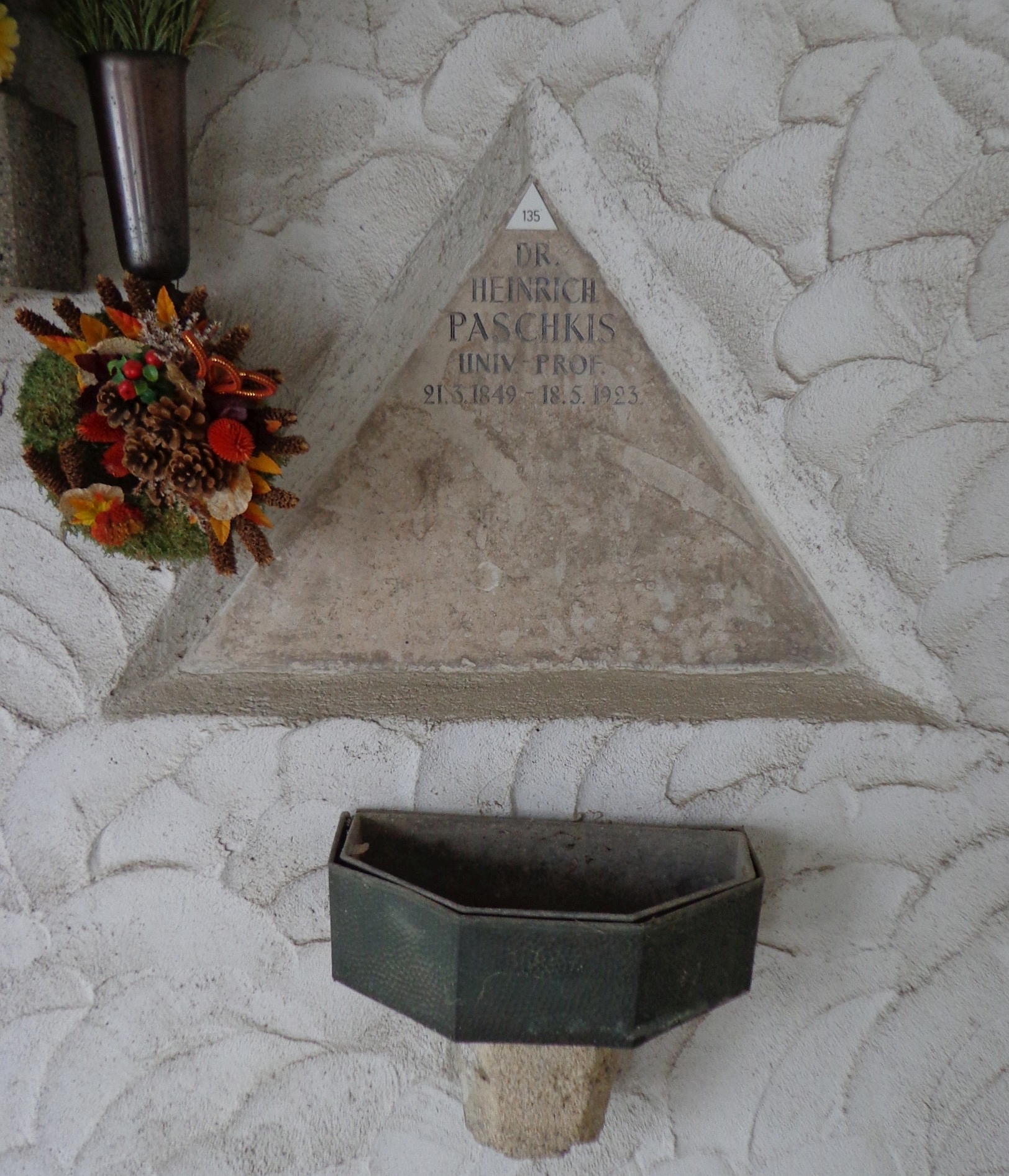
Grabstätte Heinrich Paschkis in der Feuerhalle im Arkadenhof des Friedhofs von Wien-Simmering (Abteilung ARI)

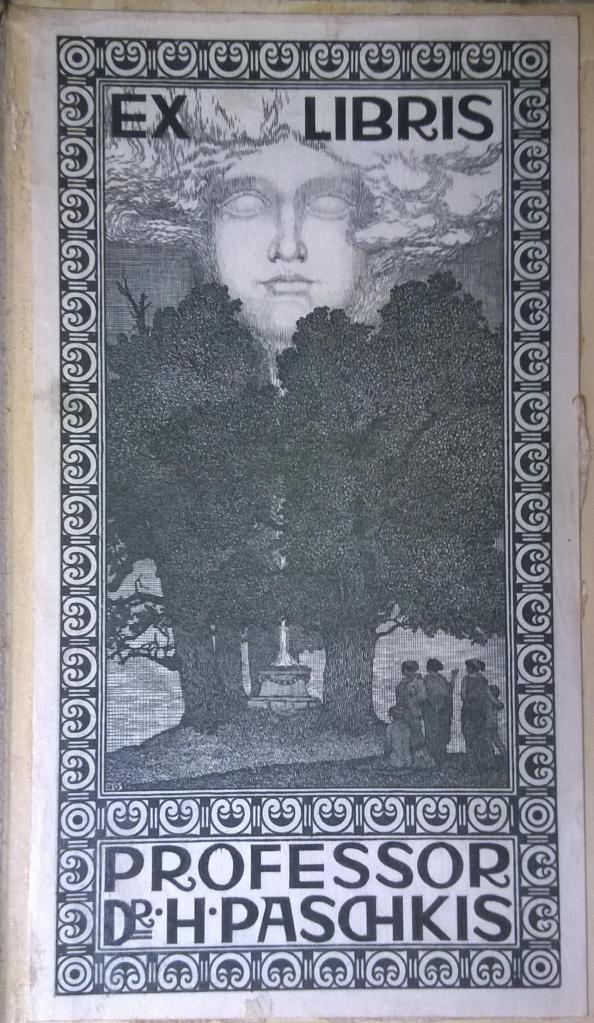
Exlibris Professor Heinrich Paschkis, Bibliothekar der Bibliothek der Gesellschaft der Ärzte (inzwischen als Dauerleihgabe am Institut für Geschichte der Medizin der Universität Wien im Josephinum)

## Leben
Paschkis studierte Medizin an der Universität Wien, wo er 1872 zum Dr. med. und 1874 zum Dr. chir. promovierte. Zwischen 1873 und 1878 war er Assistent an der Klinik für Syphilidologie und am Institut für medizinische Chemie. 1878 wechselte er ans Pharmakologische Institut der Universität Wien, wo er 1883 auch habilitierte. 1904 wurde er außerordentlicher Professor an der Universität Wien.
Ab 1893 wirkte Paschkis auch als Bibliothekar der Gesellschaft der Ärzte in Wien.

## Wirken
Während seiner frühen Jahre an der Klinik für Syphidologie der Universität Wien stellte er zusammen mit Ladislaus von Vajda Untersuchungen zur Wirkung des Quecksilbers auf den syphilitischen Prozess an, die 1880 als Buch erschienen. Mit den Wirkungen verschiedener Arzneien vor allem auch bei Geschlechtskrankheiten beschäftigte er sich in diversen Originalarbeiten, die v. a. in chemischen oder pharmakologischen Fachzeitschriften erschienen.
Als Pharmakologe veröffentlichte er 1892 seine Arznei-Verordnungslehre für Ärzte und Studirende, die aber nicht wieder aufgelegt wurde. Von 1898 bis 1901 veröffentlichte er jährlich Agenda therapeutica über Neuere Medicamente und Arzneiverordnungen.
Besondere Bekanntheit erlangte er mit seinem Lehrbuch zur Kosmetik für Ärzte, der 1890 das erste Mal in Wien erschien. Dessen 5. und letzte Auflage erschien in Paschkis' Todesjahr 1923. Es wurde ins Englische (New York 1891), Japanische und Schwedische übersetzt. Es wurde als eines der ersten systematischen wissenschaftlichen Werke auf dem Gebiete der Kosmetik gewürdigt.

## Werke
- Ladislaus von Vajda, Heinrich Paschkis. Uber den Einfluss des Quecksilbers auf den Syphilisprocess mit Berücksichtigung des sogenannten Mercurialismus. Wien : Braumüller 1880

- Kosmetik für Ärzte. Wien : Hölder
  - 1. Aufl. 1890 Digitalisat Harvard, Digitalisat Stanford, Digitalisat University of California, Digitalisat Harvard
  - 2. vermehrte Aufl. 1898
  - 3. umgearb. und verm. Aufl. 1905 Digitalisat Harvard
  - 4. umgearb. und verm. Aufl. 1911 Digitalisat Wellcome Library
  - 5. umgearb. und verm. Aufl. 1923
  - englische Ausgabe der 1. Auflage unter dem Titel Cosmetics : a treatise for physicians and pharmacists bei New York : Wood 1891 Digitalisat National Library of Medicine, Bethesda

- Arznei-Verordnungslehre für Ärzte und Studirende der Medicin. Wien : Hölder 1892 Digitalisat Harvard = Digitalisat Harvard

- Agenda therapeutica : Neuere Medikamente und Arzneiverordnungen zusammengestellt. Wien : Hölder 1.1898 - 4.1901 Digitalisat Google= Digitalisat Internet Archives (gebunden in umgekehrter Reihenfolge, erst 4.1901, als letztes 1.1898; die Bände in sich sind in korrekter Reihenfolge der Seiten)